# Merenje
Merenje falu Horvátországban, Zágráb megyében. Közigazgatásilag Zaprešićhez tartozik.

## Fekvése
Zágráb központjától 22 km-re északnyugatra, községközpontjától 11 km-re északra fekszik. 

## Története
A településnek 1857-ben 175, 1910-ben 259 lakosa volt. Trianon előtt Zágráb vármegye Zágrábi járásához tartozott. 2011-ben 129 lakosa volt.

## Lakosság
| Lakosság változása | Lakosság változása | Lakosság változása | Lakosság változása | Lakosság változása | Lakosság változása | Lakosság változása | Lakosság változása | Lakosság változása | Lakosság változása | Lakosság változása | Lakosság változása | Lakosság változása | Lakosság változása | Lakosság változása | Lakosság változása |
| ------------------ | ------------------ | ------------------ | ------------------ | ------------------ | ------------------ | ------------------ | ------------------ | ------------------ | ------------------ | ------------------ | ------------------ | ------------------ | ------------------ | ------------------ | ------------------ |
| 1857               | 1869               | 1880               | 1890               | 1900               | 1910               | 1921               | 1931               | 1948               | 1953               | 1961               | 1971               | 1981               | 1991               | 2001               | 2011               |
| 175                | 193                | 182                | 201                | 225                | 259                | 239                | 251                | 252                | 235                | 227                | 175                | 163                | 186                | 158                | 129                |